# Adriana Lima
Adriana Francesca Lima da Silva (ur. 12 czerwca 1981 w Salvadorze) – brazylijska supermodelka i aktorka.
W latach 1999–2018 była aniołkiem Victoria’s Secret i ustanowiła rekord najdłużej pracującej modelki tej marki.

## Życiorys

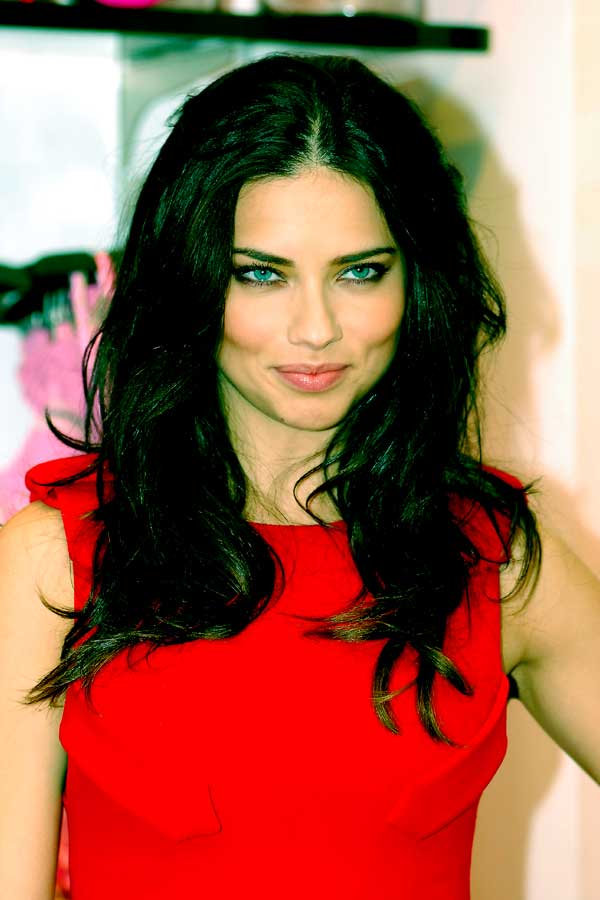
Lima (2010)

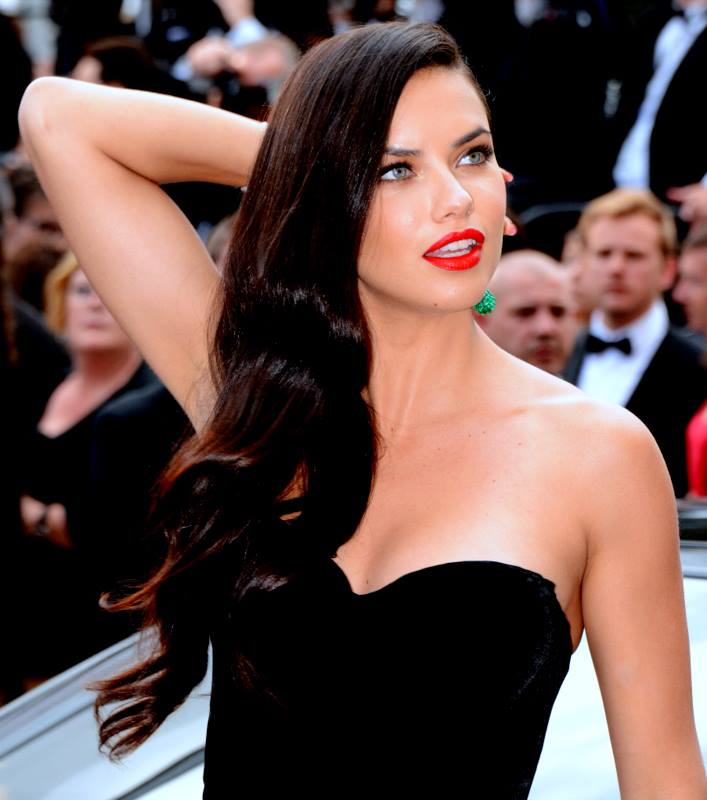
Lima w Cannes (2015)

Urodziła się w Salvadorze w stanie Bahia. Kiedy miała 13 lat, zaczęła pozować w centrum handlowym. Dwa lata później zwyciężyła w konkursie Ford Supermodel zorganizowanym w Salvadorze. Po zajęciu drugiego miejsca w światowej wersji tego konkursu przeprowadziła się do Nowego Jorku, gdzie podpisała kontrakt z Elite Model Management. Kiedy znalazła się wysoko na tablicy ogłoszeń Vassarette w New York’s Times Square, otworzyła się przed nią pierwsza wielka szansa, szybko stała się jedną z większych gwiazd mody.
Współpracowała z wieloma znanymi na całym świecie fotografami, takimi jak: Steven Meisel, Patrick Demarchelier, Peter Lindbergh czy Ellen von Unwerth. Chodziła po wybiegach na pokazach znanych projektantów: Cynthia Rowley, Vera Wang, Christian Lacroix, Emanuel Ungaro, Betsey Johnson, Girls Rule, Richard Tyler, Emporio Armani, Giorgio Armani, Fendi, Randolph Duke, Ralph Lauren czy Valentino. Pozowała dla prestiżowych magazynów mody, m.in. „Vogue”, „Marie Claire”, „Elle” czy „Harper’s Bazaar”.
Zagrała w filmie The Follow (2001) i w teledysku do piosenki Lenny’ego Kravitza „Yesterday Is Gone”. Została ambasadorką Victoria’s Secret, producenta luksusowej damskiej bielizny i zarazem jedną z najbardziej rozpoznawalnych twarzy marki obok m.in. Alessandry Ambrosio czy Heidi Klum. W 2005 jej zdjęcie zostało opublikowane w kalendarzu Pirelli. Wzięła udział w sesjach zdjęciowych dla Anny Moliari. Wystąpiła w kampanii reklamowej włoskiej sieci telefonii komórkowej Italian TIM.

## Życie prywatne
14 lutego 2009 wyszła za koszykarza NBA Marko Jarića, z którym rozwiodła się w marcu 2016. Mają dwie córki, Valentinę (ur. 2009) i Siennę (ur. 2012). W 2024 poślubiła Andre Lemmersa, z którym ma syna, Cyana (ur. 2022).

## Filmografia
- The Follow (2001) jako żona
- Jak poznałem waszą matkę (2007) jako ona sama, modelka Victoria’s Secret
- Brzydula Betty (2008) jako ona sama, supermodelka

## Nagrody i wyróżnienia
W 2005 według ankiety portalu internetowego Ask.Men została wybrana najbardziej pożądaną kobietą na świecie, a w 2006 i 2007 zajęła czwarte miejsce w tej samej ankiecie.